# Ruy de Freitas
Ruy de Freitas, né le 24 août 1916 à Macaé (Brésil) et mort le 2 août 2012 à Rio de Janeiro (Brésil), est un joueur brésilien de basket-ball.

## Palmarès
- 3e des Jeux olympiques 1948